# José Gómez de Arteche
José Gómez de Arteche y Moro de Elexabeitia (Carabanchel Alto, 13 de marzo de 1821-Madrid, 26 de enero de 1906) fue un militar, político, espía, geógrafo, historiador y escritor español. 

## Biografía
José Gómez de Arteche y Moro de Elexabeitia nació el 13 de marzo de 1821 en Carabanchel Alto. De ascendencia vasca, era hijo del alavés Saturnino Gómez Arteche y Salinas de Añana, teniente coronel de Infantería, y de la vizcaína María Josefa Moro de Elejabeitia y Elejabeitia.
El 5 de enero de 1836, a los quince años ingresó en el Colegio de Artillería y pasó luego al Cuerpo de Estado Mayor. Siendo capitán actuó en servicios de espionaje en Roma y Tánger. Fue miembro del Estado Mayor del general Fernando Fernández de Córdova en la expedición a Italia de 1849 para reponer en el solio a Pío IX y allí intervino en diversas comisiones.
El 30 de mayo de 1851 solicitó licencia de matrimonio para casarse con María Luisa Lario.
De 1865 a 1868 fue subsecretario del Ministerio de la Guerra, pero cesó en la milicia e incluso en sus trabajos históricos con la Revolución de 1868 a causa de su condición de monárquico. Con la Restauración se reincorporó al Ejército y fue ayudante de Alfonso XII y segundo jefe de alabarderos. Promovido a mariscal de campo en 1877, doce años después pasó a la reserva con el número uno para ascenso a teniente general.
Académico de la Historia en 1871, se especializó en historia militar, materia en la que su obra cumbre fue Guerra de la Independencia (1868-1903; 7 tomos, 14 volúmenes), 7500 páginas redactadas durante 41 años.
En 1874 escribió Un soldado español de veinte siglos, las memorias ficticias de un oficial que afirma ser Ashaverus, el legendario judío errante, y que siendo luego legionario romano, sirvió en todos los ejércitos españoles desde entonces hasta el tiempo de los Austrias.
Fue senador por la provincia de Guipúzcoa en la legislatura 1884-1885. Por encargo de Antonio Cánovas del Castillo redactó el tomo IV de la Historia General de España (1890), en tres volúmenes, relativo al reinado de Carlos IV.
Falleció el 26 de enero de 1906 en Madrid.

## Obras
- 1855 - Agenda militar.
- 1858 - Consideraciones sobre el Cuerpo de Estado Mayor.
- 1859 - Espíritu militar.
- 1859 - Geografía histórico-militar de España y Portugal.
- 1860 - Descripción y mapa de Marruecos (en colaboración con F. Coello).
- 1861 - Sobre ferrocarriles que cruzan el Pirineo.
- 1862 - Batalla de los Arapiles en 22 de julio de 1812.
- 1865 - Guerra de Rosellón y Cataluña de 1793 a 1795 (crítica al libro del capitán portugués Carlos de Chaby).
- 1868 - Guerra de la Independencia. Historia militar de España (1808 - 1814), 1868-1903, 7 tomos, 14 vols.
- 1872 - Expedición de los españoles a Dinamarca. (Con el Marqués de la Romana).
- 1872 - Discurso de Recepción en la Real Academia de la Historia.
- 1874 - Las vías romanas.
- 1874 - Un soldado español de veinte siglos. Relación verídica (novela histórica).
- 1876 - Nieblas de la historia patria (narraciones históricas). Segunda edición muy aumentada, Barcelona, 1888. Contiene El tamborcillo de San Pedor - Las zaragozanas en 1808 - El Alcalde de Montellano - Una intentona ignorada contra Gibraltar - El Alcalde de Otívar - La misión del marqués de Irlanda en 1795, El marqués de Torrecuso - Mahón.
- 1880 - Discurso en elogio del teniente general don Mariano Álvarez de Castro: leído ante la Real Academia de la Historia, el 9 de mayo de 1880.
- 1885 - De por qué en España son tan largas las guerras.
- 1886 - De la cooperación con los ingleses en la Guerra de la Independencia.
- 1887- Juan Martín el Empecinado. La Guerra de la Independencia bajo su aspecto popular. Los guerrilleros.
- 1888 - El General Marqués de San Román.
- 1889 - El General Conde del Serrallo.
- 1890 - El Teniente General Fernando Cotoner y Chacón.
- 1908 - La mujer en la Guerra de la Independencia.
- 1920 - Tomo IV en tres volúmenes sobre Carlos IV (para la Historia General de España de Cánovas del Castillo).